# 羅厄爾鎮區 (阿肯色州克里夫蘭縣)
羅厄爾鎮區（英語：Rowell Township）是位於美國阿肯色州克里夫蘭縣的一個行政鎮區。

## 地方資料
羅厄爾鎮區的面積為89.55平方千米，當中陸地面積為89.52平方千米，而水域面積為0.03平方千米。根據2010年美國人口普查的數據，當地共有人口395人，而人口密度為每平方千米4.41人。